# Bernard Palissy

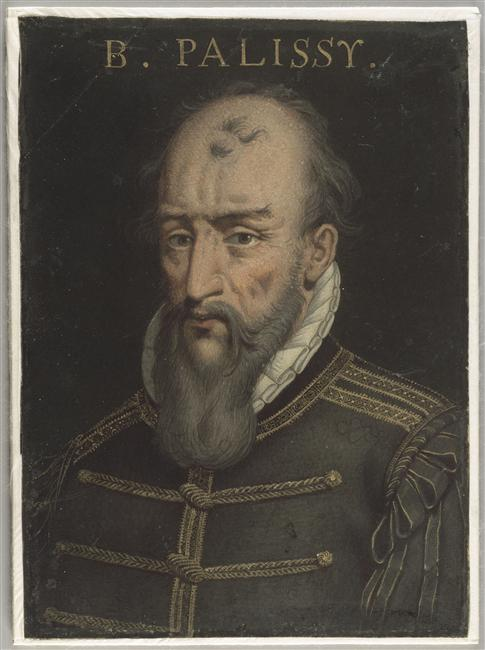
Bernard Palissy

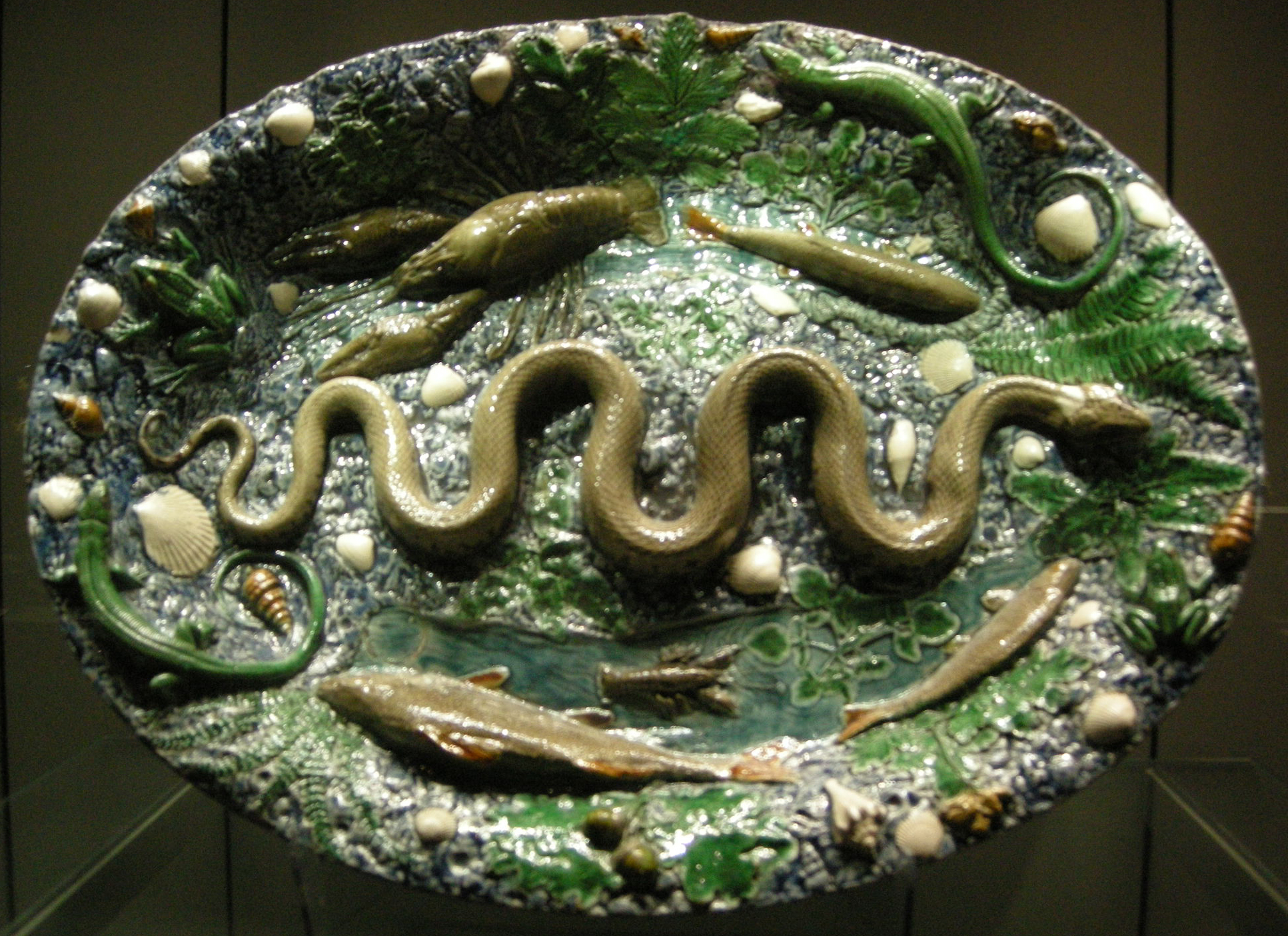
Tonplastik

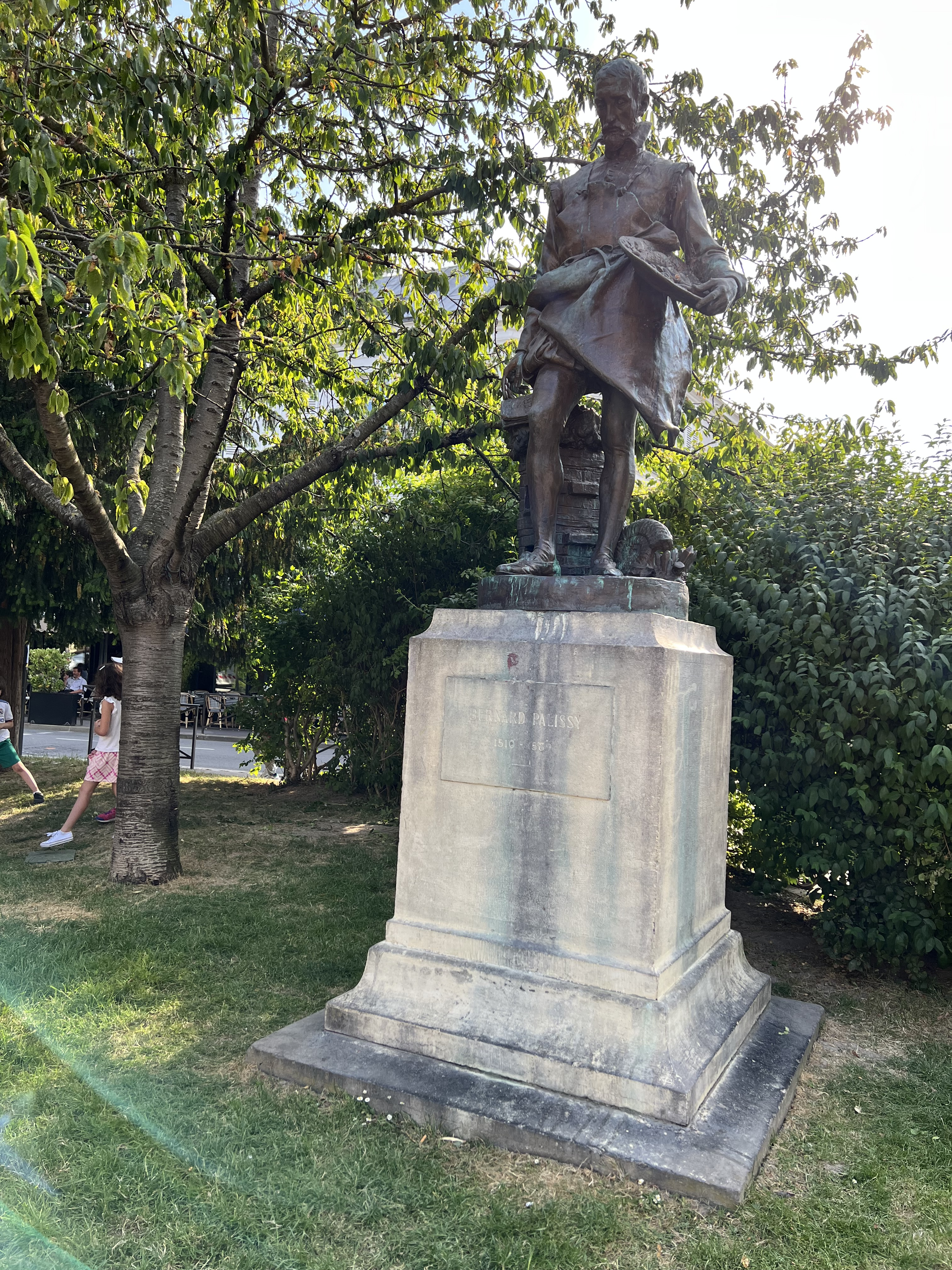
Place de Bernard Palissy, Paris, Bois de Boulogne

Bernard Palissy (* 1510 in Lacapelle-Biron bei Agen; † 1589 oder 1590 in der Bastille von Paris) war ein französischer Wissenschaftler, berühmter Emaillekünstler und Mitbegründer der protestantischen Gemeinde von Saintes.

## Leben
Bernard Palissy wurde bei Agen geboren. Über die Familie ist nichts bekannt, außer der Vermutung, dass der Vater kein Töpfer gewesen sein dürfte, wie aus einer schriftlichen Äußerung von Palissy geschlossen wird. Das Geburtsjahr ist urkundlich widersprüchlich belegt. Inzwischen hat man sich darauf geeinigt, seine Angabe 1510 als zutreffend anzunehmen.
Er erlernte die Glasmalerei und ließ sich schließlich in Saintes bei La Rochelle nieder. 16 Jahre lang leitete er Experimente mit dem Ziel, eine völlig weiße Emaillefarbe für dekorative Zwecke zu entwickeln. Als Forschergeist der Renaissance kam für ihn das Experiment vor der Theorie. Er war zudem Chemiker, Geologe und Alchimist. Seinem Bericht zufolge opferte er dafür fast alles – so verbrannte er seine Möbel, um den Ofen brennend zu halten. Seine emaillierten Töpfe und Tonplastiken erwarben ihm die Gunst von Anne de Montmorency, Herzog und Connétable von Frankreich, der ihn aus dem Gefängnis in Bordeaux (1562) befreite, wo er sich wegen der Anklage, hugenottischer Priester zu sein, befand. Als er nach Paris kam, nahm ihn Katharina von Medici unter ihren Schutz und beauftragte ihn mit der Verschönerung der Gärten der Tuilerien, wo er unter anderem eine Grotte baute und reich verzierte. Er erhielt den Titel Erfinder der ländlichen Figuren des Königs («inventeur des rustiques figulines du roy»). 1572 entkam er dem Blutbad der Bartholomäusnacht und suchte Zuflucht in Sedan. 1575 kehrte er nach Paris zurück und hielt öffentliche Vorlesungen über seine Forschungsarbeiten und Beobachtungen. Nach dem Edikt von Nemours 1585 musste er sich 1587 verstecken, wurde aber von der katholischen Liga aufgegriffen und in der Bastille eingesperrt, weil er sich weigerte, abzuschwören. Dort starb er 1589.
Palissy ist Namensgeber der Base Palissy, einer Datenbank des französischen Kulturministeriums für bewegliche Kulturgüter in Frankreich.